# 1988년 대한민국
이 문서는 1988년 대한민국에서 일어난 사건을 다룬다.

## 재임자
제6공화국
- 대통령 : 전두환 (~2월 24일), 노태우 (2월 25일~)
- 국무총리 : 김정렬 (~2월 24일), 이현재 (2월 25일~12월 4일), 강영훈 (12월 5일~)

## 사건
- 9월 17일 서울에서 하계 올림픽이 개막했다.